# Temporada de ciclones no Índico Sudoeste de 2024-2025
A temporada de ciclones no Índico Sudoeste de 2024-2054 é um evento cíclico anual de formação de ciclones tropicais e subtropicais. Oficialmente começou em 15 de novembro de 2024 e terminará em 30 de abril de 2025, com exceção de Maurício e Seicheles, para o qual terminará em 15 de maio de 2025. Essas datas normalmente delimitam convencionalmente o período de cada ano em que a maioria dos ciclones tropicais e subtropicais se forma na bacia, que fica a oeste de 90°L e ao sul do Equador. Se algum ciclone se formasse entre 1 de julho de 2024 e 30 de junho de 2025, também será registrado durante esta temporada. Os ciclones tropicais e subtropicais nesta bacia são monitorizados pelo Centro Meteorológico Regional Especializado da Reunião, ou seja, a Météo-France. O Joint Typhoon Warning Center também divulgará atualizações sobre ciclones na área para interesses dos Estados Unidos da América, no entanto emite boletins não oficiais.

## Previsões sazonais
Os meteorologistas do Météo-France (MFR) previram no início do ano uma temporada de ciclones tropicais próxima ou acima do normal no Oceano Índico Sudoeste entre novembro de 2024 e maio de 2025. A perspectiva do órgão é que ocorram de 9 e 13 sistemas (tempestades e ciclones), com 4 a 7 deles atingindo a fase de ciclone tropical. Na média ocorrem 10 sistemas todos os anos, sendo, também na média, cinco destes ciclones tropicais."Estimamos que há uma probabilidade de 50% de ocorrer actividade acima do normal, uma probabilidade de 40% de a atividade do ciclone estar próxima do normal e uma probabilidade de apenas 10% de a actividade estar abaixo do normal", explicaram os meteoroligistas, adicionando que "prevêem-se temperaturas do mar mais altas do que o normal e intensa actividade de tempestades no centro e leste da bacia (...) o que deverá favorecer a formação de [mais] fenómenos ciclónicos (...) sendo a maioria das trajetórias orientada para Oeste ou Sudoeste, potencialmente fazendo com que estes sistemas tenham impacto em terras habitadas na parte Ocidental". 

### Temporada precoce
O Météo France também explicou que os ciclones tropicais nesta região do planeta devem se formar mais cedo este ano. "Ao contrário das últimas 3 temporadas de furacões, onde tivemos que esperar até janeiro para experimentar os primeiros sistemas impactantes, estes potenciais impactos poderiam começar mais cedo, possivelmente antes do final de 2024". 

## Sistemas

Chido em 11 de dezembro

### Ciclone tropical intenso Chido (ativo)
O ciclone era na noite de 11 de dezembro um ciclone tropical intenso (equivalente a um furacão de categori 4), com ventos sustentandos de 220 km/h e rajadas de mais de 240. O JTWC alertou em seu Aviso 5 que Chido é um "sistema perigoso e os possívesis riscos incluem ventos prejudiciais, chuvas fortes, tempestades, mar agitado, deslizamentos de terra e inundações repentinas". 
Havia alertas para o norte de Madagascar, Ilhas Mayotte, Ilhas Comores e Moçambique.  

## Leia também
- Temporada de ciclones no Índico Sudoeste de 2023-2024